# Sepia
|  | Per a altres significats, vegeu «Sèpia». |

Sepia és un gènere de mol·luscs cefalòpodes dels superordre Decapodiformes, que engloba algunes de les espècies de sípia més comunes i conegudes, com ara la sípia comuna, la sípia de punxa i el castanyó.

## Taxonomia
Les espècies marcades amb asterisc (∗) són qüestionables i requereixen un estudi més profund per tal de determinar si són espècies vàlides o sinònims.
- Gènere Sepia
  - Subgèneres indeterminats
    - ? Sepia bartletti
    - ? Sepia baxteri ∗
    - ? Sepia dannevigi ∗
    - ? Sepia elliptica
    - Sepia filibrachia
    - Sepia mira
    - Sepia plana
    - Sepia senta
    - Sepia subplana
    - ? Sepia whitleyana

  - Subgènere Acanthosepion
    - Sepia aculeata
    - Sepia brevimana
    - Sepia esculenta
    - Sepia lycidas
    - Sepia prashadi
    - Sepia recurvirostra
    - Sepia savignyi
    - Sepia smithi
    - Sepia stellifera
    - Sepia thurstoni
    - Sepia zanzibarica

  - Subgènere Anomalosepia
    - Sepia australis
    - Sepia omani
    - Sepia sulcata

  - Subgènere Doratosepion
    - Sepia adami
    - Sepia andreana
    - Sepia appellofi
    - Sepia arabica
    - Sepia aureomaculata
    - Sepia bathyalis
    - Sepia bidhaia
    - Sepia braggi
    - Sepia burnupi
    - Sepia carinata
    - Sepia confusa
    - Sepia cottoni
    - Sepia elongata
    - Sepia erostrata
    - Sepia foliopeza
    - Sepia incerta
    - Sepia ivanovi
    - Sepia joubini
    - Sepia kiensis ∗
    - Sepia kobiensis
    - Sepia koilados
    - Sepia limata
    - Sepia longipes
    - Sepia lorigera
    - Sepia mascarensis
    - Sepia mirabilis
    - Sepia murrayi
    - Sepia pardex
    - Sepia peterseni
    - Sepia rhoda
    - Sepia saya
    - Sepia sewelli
    - Sepia sokotriensis
    - Sepia subtenuipes
    - Sepia tala
    - Sepia tanybracheia
    - Sepia tenuipes
    - Sepia tokioensis
    - Sepia trygonina
    - Sepia vercoi
    - Sepia vietnamica

  - Subgènere Hemisepius
    - Sepia dubia
    - Sepia faurei
    - Sepia pulchra
    - Sepia robsoni
    - Sepia typica

  - Subgènere Rhombosepion
    - Sepia acuminata
    - Sepia cultrata
    - Sepia elegans
    - Sepia hedleyi
    - Sepia hieronis
    - Sepia madokai
    - ? Sepia opipara
    - Sepia orbignyana
    - Sepia reesi
    - Sepia rex
    - Sepia vossi

  - Subgènere Sepia
    - Sepia angulata ∗
    - Sepia apama
    - Sepia bandensis
    - Sepia bertheloti
    - Sepia chirotrema
    - Sepia dollfusi
    - Sepia elobyana
    - Sepia gibba
    - Sepia hierredda
    - Sepia insignis
    - Sepia irvingi
    - Sepia latimanus
    - Sepia mestus
    - Sepia novaehollandiae
    - Sepia officinalis
    - Sepia papillata
    - Sepia papuensis
    - Sepia pharaonis
    - Sepia plangon
    - Sepia plathyconchalis
    - Sepia ramani
    - Sepia rozella
    - Sepia simoniana
    - Sepia tuberculata
    - Sepia vermiculata